# Marina Sirtis
Marina Sirtis (Londres, 29 de março de 1955) é uma atriz nascida no Reino Unido e naturalizada americana cujo papel de maior destaque foi o da Conselheira Deanna Troi na série de televisão Star Trek: The Next Generation e nos longa-metragens para o cinema relacionados à série. A atriz também emprestou sua voz ao personagem Demona, na série de animação Gargoyles.

## Vida pessoal
Marina nasceu no East End, em Londres, em 1955. Seus pais eram da classe trabalhadora, imigrantes gregos, Despina e John Sirtis. Marina tem um irmão mais novo, Steve Sirtis, que jogou futebol pela Columbia University nos anos 1980 ambos fluentes em grego. Ainda no ensino médio, Marina fez um teste para a escola de drama, contra os desejos de seus pais, e acabou sendo aceita na Guildhall School of Music and Drama.
Em 1976, aos 21 anos, Marina se formou no Guildhall e começou a carreira no Connaught Theatre, em Worthing, West Sussex. Aos 31 anos, em 1986, emigrou para os Estados Unidos, se estabelecendo em Los Angeles, para tentar alavancar a carreira. Pouco tempo depois, ela se naturalizou cidadã norte-americana.
Em 1992, Marina se casou com o guitarrista Michael Lamper. Ele faleceu em dezembro de 2019, aos 61 anos. Marina é torcedora fanática do Tottenham Hotspur F.C.. Seu primo, Jason Rebello, é pianista de jazz. Marina é vegetariana e apoiadora dos direitos dos animais e fã de Jane Austen.

## Carreira
No Connaught Theatre, Marina estrelou sua primeira peça, What the Butler Saw, de Joe Orton e em Hamlet interpretou Ofélia. Antes de seu papel em Star Trek, Marina foi coadjuvante em vários filmes. Em 1983, ela participou de The Wicked Lady, ao lado de Faye Dunaway. No ano seguinte, fez o papel de uma prostituta em Visão Fatal.

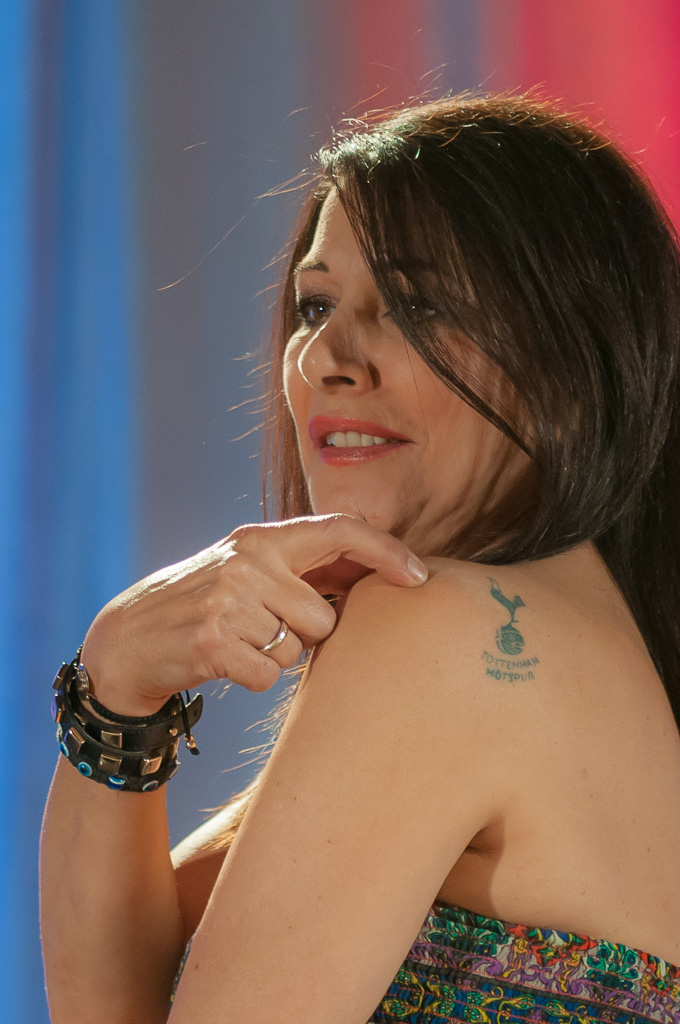
Marina Sirtis em 2012, mostrando a tatuagem do símbolo do Tottenham Hotspur

Marina estrelou em diversos papéis pequenos em séries britânicas de televisão, como Raffles (1977), Who Pays the Ferryman (1977), Hazell (1978), Minder (1979), Up the Elephant and Round the Castle (1985) e The Adventures of Sherlock Holmes (1986).

### Star Trek: A Nova Geração
Em 1986, Marina estava de volta aos Estados Unidos. Gene Roddenberry escalava o elenco para sua nova série de Star Trek e, inspirado na personagem latina Vasquez, interpretada por Jenette Goldstein em Aliens, O Resgate, ele chamou Marina para um teste. Tanto Marina quanto Denise Crosby fizeram testes para diferentes personagens em A Nova Geração. A personagem de Marina seria a tenente Macha Hernandez, chefe de segurança. Gene decidiu inverter os papéis, tornando Macha em Natasha Yar e Marina a conselheira Troi. Quando recebeu a notícia de que estava escalada para a série, Marina estava fazendo as malas, pois seu visa estava para expirar.
Deanna Troi é meio humana, meio betazoide, que lhe confere a habilidade de ler as emoções das pessoas. Seu cargo na Enterprise-D é de conselheira, responsável pelo bem-estar psicológico da tripulação e como conselheira do capitão Picard, sentando-se ao seu lado na ponte. Os roteiristas tiveram dificuldades para escrever Troi e chegaram a deixá-la de fora dos primeiros quadro episódios da série. Marina sentia que seu papel estava em risco durante a primeira temporada. Gene Roddenberry, entretanto, a convenceu de que os episódios seguintes, em especial o primeiro da segunda temporada estaria centrado em sua personagem.
Marina esteve em todas as sete temporadas de A Nova Geração e sua personagem cresceu, de uma passiva terapeuta para uma forte oficial da Frota Estelar. Seu episódio favorito é Face of the Enemy, da sexta temporada, onde Troi é raptada e cirurgicamente alterada para parecer uma romulana. Quando a conselheira passou a usar o uniforme da Frota Estelar, na mesma temporada, também foi bastante animador para Marina:
| “ | Quando meu decote foi coberto, consequentemente meu cérebro voltou, porque se você tem um decote, não pode ter cérebro em Hollywood. Então, eu tinha meu cérebro de volta e me permitiram fazer coisas que nunca pude em seis anos. Passei a descer com o time avançado, fiquei responsável pela tripualção, tinha equipamento e phasers, foi maravilhoso. Eu estava totalmente encantada. | ” |

Marina ficou muito amiga de todos os colegas da ponte da Enterprise, em especial Jonathan Frakes, um de seus pares românticos por interpretar o Comandante Riker, Michael Dorn, o tenente Worf e Brent Spiner, que interpretou o comandante Data. Tanto Spiner quanto Dorn foram padrinhos em seu casamento.
Marina interpretaria a conselheira Troi em vários filmes da franquia: Star Trek: Generations (1994), Star Trek: First Contact (1996), Star Trek: Insurrection (1998), e Star Trek: Nemesis (2002). Ela também fez participações especiais em Star Trek: Voyager por três episódios (1999 e 2000) e também no último episódio de Star Trek: Enterprise (2005).

## Filmografia

### Filmes
| Year | Title                                                     | Role                     |
| ---- | --------------------------------------------------------- | ------------------------ |
| 1983 | The Wicked Lady                                           | Jackson's Girl           |
| 1984 | Blind Date                                                | Hooker                   |
| 1985 | Death Wish 3                                              | Maria                    |
| 1992 | Waxwork II: Lost in Time                                  | Gloria                   |
| 1994 | Star Trek: Generations                                    | Conselheira Deanna Troi  |
| 1996 | Star Trek: First Contact                                  | Conselheira Deanna Troi  |
| 1998 | Star Trek: Insurrection                                   | Conselheira Deanna Troi  |
| 2002 | Star Trek: Nemesis                                        | Conselheira Deanna Troi  |
| 2002 | Terminal Error                                            | Alex                     |
| 2004 | Spectres                                                  | Laura Lee                |
| 2004 | Crash                                                     | Shereen                  |
| 2007 | Fist of the Warrior                                       | Mary                     |
| 2007 | The Deep Below                                            | Sarah                    |
| 2007 | Game of Life                                              | Mrs. Rafiki              |
| 2008 | InAlienable                                               | Promotora Barry          |
| 2009 | The Grudge 3                                              | Gretchen                 |
| 2009 | 31 North 62 East                                          | Sarah Webber             |
| 2014 | Finders Keepers                                           | Janine                   |
| 2014 | Electric Boogaloo: The Wild, Untold Story of Cannon Films | ela mesma                |
| 2015 | A Dark Reflection                                         | Maggie Jaspar            |
| 2016 | Little Dead Rotting Hood                                  | Esmerelda Winfield / avó |
| 2018 | The Assassin's Apprentice                                 | Miranda                  |
| 2018 | For the Love of George                                    | Sharon                   |
| 2018 | As Greek as It Gets                                       | Eva                      |
| 2018 | 5th Passenger                                             | Alana                    |
| 2019 | Mythe: Night of the Gorgon                                | Pallas                   |

### Televisão
| Year            | Title                                | Role                            | Note                                                             |
| --------------- | ------------------------------------ | ------------------------------- | ---------------------------------------------------------------- |
| 2020-2023       | Star Trek: Picard                    | Com. Deanna Troi                |                                                                  |
| 2020            | Star Trek: Lower Decks               | Com. Deanna Troi                |                                                                  |
| 2019            | The Orville                          | Professora                      |                                                                  |
| 2018            | Titans (série de televisão)          | Marie Granger                   | 1 episódio                                                       |
| 2017            | My Christmas Prince                  | Felicia Holst                   | filme de televisão                                               |
| 2017            | OK K.O.! Let's Be Heroes             | Cosma (Vox)                     | 2 episódios                                                      |
| 2013–2017       | Star Trek Continues                  | Voz do computador               | 5 episódios                                                      |
| 2013            | Adventure Time                       | Samantha                        | episódio: "The Pit"                                              |
| 2013–2016       | NCIS                                 | Diretora do Mossad Orli Elbaz   | episódios: "Berlin", "Past, Present, and Future", "Family First" |
| 2011            | Grey's Anatomy                       | Sonya Amin                      |                                                                  |
| 2010–2012       | Young Justice                        | L-4 / Rainha Bee / cientista #2 |                                                                  |
| 2010            | Make It or Break It                  | Dr. Anna Kleister               |                                                                  |
| 2009            | Annihilation Earth                   | Paxton                          | filme para TV                                                    |
| 2009            | The Cleveland Show                   | Prostituta                      | série animada                                                    |
| 2009            | Green Street 2                       | Veronica Mavis                  |                                                                  |
| 2009            | Three Rivers                         | Layla Rahimi                    |                                                                  |
| 2008            | Holby City                           | Lucy Simmonds                   |                                                                  |
| 2007            | Grendel                              | Rainha Wealtheow                | filme para TV                                                    |
| 2006            | Without a Trace                      | Alexas Soros                    |                                                                  |
| 2006            | Girlfriends                          | Gina Richards                   |                                                                  |
| 2005            | Family Guy                           | Marina Sirtis                   | série animada                                                    |
| 2005            | The Closer                           | Layla Moktari                   | episódio: "L.A. Woman"                                           |
| 2005            | Star Trek: Enterprise                | Conselheira Deanna Troi         | episódio: "These Are the Voyages..."                             |
| 2003            | Threat Matrix                        | Dr. Nabila Hassan               |                                                                  |
| 2001            | Casualty                             | Jane Taylor, MP                 |                                                                  |
| 2000            | Stargate SG-1                        | Dra. Svetlana Markova           | episódio: "Watergate"                                            |
| 1999–2000       | Star Trek: Voyager                   | Conselheira Deanna Troi         | episódios: "Pathfinder"; "Life Line"; "Inside Man"               |
| 1999            | Earth: Final Conflict                | Irmã Margarette                 |                                                                  |
| 1999            | The Outer Limits                     | Olivia 'Liv' Kohler             | episódio: "The Grell"                                            |
| 1998            | Diagnosis: Murder                    | Mary Ann Eagin                  |                                                                  |
| 1997            | Duckman                              | Aurora Abromowitz               | série animada                                                    |
| 1996            | Gadgetman                            | Detetive Inspector Walker       | filme para TV                                                    |
| 1994–1996, 1998 | Gargoyles                            | Demona                          | série animada                                                    |
| 1994            | Heaven Help Us                       | Carolyn Paris                   |                                                                  |
| 1990            | One Last Chance                      | Maria                           | filme para TV                                                    |
| 1988            | Reading Rainbow                      | ela mesma                       | episódio: "The Bionic Bunny Show"                                |
| 1987–1994       | Star Trek: The Next Generation       | Conselheira Deanna Troi         |                                                                  |
| 1987            | Hunter                               | Kate Scanlon                    |                                                                  |
| 1986            | Room at the Bottom                   | Carla                           |                                                                  |
| 1986            | Call Me Mister                       | Sally                           |                                                                  |
| 1986            | The Return of Sherlock Holmes        | Lucrezia                        | episódio: "The Six Napoleons"                                    |
| 1985            | Up the Elephant and Round the Castle | Lisa                            |                                                                  |
| 1982            | Kelly Monteith                       | sem créditos                    |                                                                  |
| 1979            | Minder                               | Stella                          |                                                                  |
| 1979            | Cinzano Commercial                   | Stewardess                      | comercial para TV                                                |
| 1978            | Hazell                               | Melina Stassinopolus            |                                                                  |
| 1978            | The Thief of Baghdad                 | Harem Girl                      | filme para TV                                                    |
| 1977            | Who Pays the Ferryman?               | Ariadne                         |                                                                  |
| 1977            | Raffles                              | Faustina                        |                                                                  |

## Dublagem
- Griffin and Sabine (1993) ... Sabine
- Gargoyles (1994–97) ... Demona
- Mass Effect (Video game) (2007) ... Matriarca Benezia
- Young Justice (2010–12) ... Rainha Bee
- Pilgrim of Eternity (2013) ... Computador (computador recriado da Star Trek: The Original Series)
- Adventure Time (2013) ... Samantha (episódio "The Pit")